# Сухі ліси Халіско
Сухі ліси Халіско (ідентифікатор WWF: NT0217) — неотропічний екорегіон тропічних та субтропічних сухих широколистяних лісів, розташований на заході Мексики.

## Географія
Екорегіон сухих лісів Халіско простягається уздовж узбережжя Тихого океану від Сан-Бласу в штаті Наярит через територію штатів Халіско та Коліма до гирла річки Бальсас у Мічоакані. Крім того, екорегіон включає невеликий архіпелаг Іслас-Маріас, розташований за 100 км біля узбережжя Наяриту, що складається з чотирьох островів. Рельєф екорегіону переважно представлений прибережними низовинами, які на сході переходять у передгір'я Трансмексиканського вулканічного поясу та Південної Сьєрра-Мадре. З цих гір до узбережжя Тихого океану через територію регіону стікають кілька річок, зокрема Армерія та Тукспан. З геологічної точки зору в регіоні переважають метаморфічні та магматичні гірські породи, вкриті неглибокими ґрунтами. У Колімі, біля підніжжя діючого вулкана Коліма, зустрічаються лавові потоки та вулканічні породи.
На півночі сухі ліси Халіско переходять у сухі ліси Сіналоа, на південному сході, за річкою Бальсас, — у Південно-Тихоокеанські сухі ліси, а в горах на сході — у сосново-дубові ліси Трансмексиканського вулканічного поясу та у сосново-дубові ліси Південної Сьєрра-Мадре.

## Клімат
На більшій частині екорегіону переважає саванний клімат (Aw за класифікацією кліматів Кеппена), а у деяких прибережних районах — напівпустельний клімат (BSh за класифікацією Кеппена). Середньорічна кількість опадів в регіоні коливається від 730 до 1200 мм, більшість з яких випадає під час сезону дощів з червня по вересень-жовтень. Взимку триває яскраво виражений сухий сезон.

## Флора
Основними рослинними угрупованнями екорегіону є сухі тропічні ліси, більшість дерев у яких скидає листя під час зимового сухого сезону. Верхній ярус у цих лісах складають дерева, що виростають до 20-30 м заввишки, зокрема еквадорські лаври (Cordia alliodora), сніжнолисті кротони (Croton pseudoniveus), ланцетолисті довгоплідники (Lonchocarpus lanceolatus), трилисті тріхілії (Trichilia trifolia) та волохатоколосі цезальпінії (Caesalpinia eriostachys). У середньому ярусі переважають запашні амаргосо (Astronium graveolens), вогнисті бернуллії (Bernoullia flammea), хрящуваті сідероксилони (Sideroxylon cartilagineum), запашні бурзери (Bursera graveolens), бразильські гуананді (Calophyllum brasiliense), деревоподібні дендропанакси (Dendropanax arboreus), скумпієлисті фікуси (Ficus cotinifolia), тихоокеанські каоби (Swietenia humilis) та інші дерева заввишки до 15-20 м. У підліску поширені колоноподібні та деревоподібні кактуси, зокрема високі опунції (Opuntia excelsa) та різні види пахіцереусів (Pachycereus spp.), стеноцереусів (Stenocereus spp.) і цефалоцереусів (Cephalocereus spp.), а також різноманітні ліани, тоді як епіфітів зустрічається мало. На узбережжі Тихого океану зустрічаються пальмові гаї, у яких переважають гуакуюлові атталеї (Attalea guacuyule).
Сухі ліси Халіско є одними з найрізноманітніших сухих лісів у Неотропіках. Тут зустрічається близько 1200 видів рослин, з яких 16 % є ендеміками. Серед рідкісних ендеміків, поширених в екорегіоні, слід відзначити вальяртську магнолію (Magnolia vallartensis), яка росте у вологих галерейних лісах поблизу Пуерто-Вальярти.

## Фауна
Серед поширених в екорегіоні ссавців слід відзначити білохвостого оленя (Odocoileus virginianus), ошийникового пекарі (Dicotyles tajacu), мексиканського кролика (Sylvilagus cunicularius), мексиканську рудочереву вивірку (Sciurus aureogaster), халіскського бавовняного хом'яка (Sigmodon mascotensis), бавовняного хом'яка Аллена (Sigmodon alleni), лісового хом'яка Аллена (Hodomys alleni), техаського рисового хом'яка (Oryzomys couesi), чорновухого рисового хом'яка (Handleyomys melanotis), вечірню мишу Суміхраста (Nyctomys sumichrasti), мічоаканську оленячу мишу (Osgoodomys banderanus), барвисту колючу торбомишу (Heteromys pictus), північну байомишку (Baiomys taylori), мексиканську байомишку (Baiomys musculus), віргінського опосума (Didelphis virginiana), сіруватого мишачого опосума (Tlacuatzin canescens), дев'ятипоясного броненосця (Dasypus novemcinctus), північного тамандуа (Tamandua mexicana), мексиканську бурозубку (Megasorex gigas), коричну нічницю (Myotis fortidens), волохатого плодоїдного листоноса (Artibeus hirsutus) та звичайного вампіра (Desmodus rotundus).
Серед хижаків, поширених в лісах регіону, слід відзначити ягуара (Panthera onca), північноамериканську пуму (Puma concolor couguar), руду рись (Lynx rufus), оцелота (Leopardus pardalis), маргая (Leopardus wiedii), ягуарунді (Herpailurus yagouaroundi), колімського койота (Canis latrans vigilis), сіру лисицю (Urocyon cinereoargenteus), білоносу носуху (Nasua narica), довгохвосту ласицю (Neogale frenata), північноамериканську котофредку (Bassariscus astutus), тайру (Eira barbara), неотропічну видру (Lontra longicaudis), карликового плямистого скунса (Spilogale pygmaea), довгохвостого скунса (Mephitis macroura), американського свинорилого скунса (Conepatus leuconotus) та звичайного ракуна (Procyon lotor). 
Ендеміками екорегіону є кільчастохвості ховрахи (Notocitellus annulatus) та магдаленські щури (Xenomys nelsoni), а майже ендемічними його представниками — вивірки Коллі (Sciurus colliaei), гоферики Буллера (Pappogeomys bulleri), болотяні оленячі миші (Peromyscus perfulvus) та бананові листоноси (Musonycteris harrisoni). Крім того, ендеміками архіпелагу Іслас-Маріас є трес-маріаські кролики (Sylvilagus graysoni), трес-маріаські миші (Peromyscus madrensis), трес-маріаські нічниці (Myotis findleyi) та трес-маріаські ракуни (представники ендемічного підвиду Procyon lotor insularis). Раніше на архіпелазі мешкали ендемічні трес-маріаські рисові хом'яки (Oryzomys nelsoni), однак вони вимерли внаслідок хижацтва з боку інтродукованих чорних пацюків (Rattus rattus).
Орнітофауна екорегіону нараховує понад 300 видів птахів і вирізняється високим різноманіттям. 55 % видів птахів, поширених в екорегіоні, зустрічаються тут протягом всього року, а 45 % видів є зимуючими видами, що мігрують з помірних районів Північної Америки. Серед поширених в регіоні птахів слід відзначити чагарникового татаупу (Crypturellus cinnamomeus), чубату пенелопу (Penelope purpurascens), західну чачалаку (Ortalis poliocephala), жовтодзьобого голуба (Patagioenas flavirostris), руду таязуру (Morococcyx erythropygus), тукухіло (Antrostomus ridgwayi), мексиканського колібрі-смарагда (Cynanthus auriceps), біловусого колібрі-ангела (Heliomaster constantii), фіолетовоголову агиртрію (Ramosomyia violiceps), синьогорлого цинантуса (Cynanthus latirostris), руду амазилію (Amazilia rutila), великодзьобого канюка (Rupornis magnirostris), мексиканського канюка (Buteo plagiatus), світлоголового сичика-горобця (Glaucidium palmarum), ошатноперого трогона (Trogon elegans), цитринового трогона (Trogon citreolus), мексиканського момота (Momotus mexicanus), світлодзьобого дятла-кардинала (Campephilus guatemalensis), мексиканську гілу (Melanerpes chrysogenys), мексиканського амазона (Amazona finschi), жовтоголового амазона (Amazona oratrix), мексиканського аратингу (Eupsittula canicularis), вогнистого москверо (Pyrocephalus obscurus), світлогорлого копетона (Myiarchus nuttingi), блідого копетона (Myiarchus tyrannulus), тропічного тирана (Tyrannus melancholicus), товстодзьобого тирана (Tyrannus crassirostris), червоноголового бієнтевіо (Myiozetetes similis), велику пітангу (Pitangus sulphuratus), золотогузого атілу (Attila spadiceus), золотистого віреона (Vireo hypochryseus), білогорлу сойку (Cyanocorax formosus), білочеревого волоочка (Uropsila leucogastra), синалойського поплітника (Thryophilus sinaloa), вохристого поплітника (Pheugopedius felix), синього пересмішника (Melanotis caerulescens), мексиканського дрозда (Turdus rufopalliatus), вогнистоголового трупіала (Icterus pustulatus), мексиканського касика (Cassiculus melanicterus), тропічного пісняра (Setophaga pitiayumi), сіроголового жовтогорлика (Geothlypis poliocephala), широкобрового чінголо (Peucaea ruficauda), оливкову риджвею (Arremonops rufivirgatus), велику гранателу (Granatellus venustus), лускаря (Cyanocompsa parellina), мексиканського кокоа (Xiphorhynchus flavigaster), маскову бекарду (Tityra semifasciata), бурогузого зернолуска (Saltator grandis) та якарину (Volatinia jacarina).
Ендеміками екорегіону є мексиканські колібрі-лісовички (Eupherusa ridgwayi) та трес-маріаські цинантуси (Cynanthus lawrencei), а майже ендемічними його представниками — рудогруді чачалаки (Ortalis wagleri), жовточубі перепелиці (Callipepla douglasii), північні ерміти (Phaethornis mexicanus), мексиканські папуги-горобці (Forpus cyanopygius), акацієві копетони (Ramphotrigon flammulatum), чорногорлі сойки (Calocitta colliei), акапулькійські паї (Cyanocorax sanblasianus), чорноголові комароловки (Polioptila nigriceps), сонорські гутурами (Euphonia godmani) та жовтогруді скригнатки (Passerina leclancherii).
Загалом серед 724 видів хребетних тварин, поширених в екорегіоні, 233 види, або 29 % від загальної кількості, є ендемічними або майже ендемічними. Зокрема, ендеміками є 51 % видів місцевих плазунів та 58 % видів амфібій.

## Збереження
Значна частина лісів екорегіону була знищена внаслідок лісозаготівлі та перетворена на сільськогосподарські угіддя, особливо з середини XX століття. Основними загрозами для збереження природи регіону є вирубка лісів та полювання.
Оцінка 2017 року показала, що 1713 км², або 7 % екорегіону, є заповідними територіями. Природоохоронні території включають: Біосферний заповідник Чамела-Куїкшмала, Біосферний заповідник Іслас-Маріас, Біосферний заповідник Сьєрра-де-Сан-Хуан, Біосферний заповідник Сьєрра-де-Вальєхо, Біосферний заповідник Сьєрра-де-Манантлан та Заповідну зону флори і фауни Сьєрра-де-Кіла.